# کراکس (لیتوانی)
کراکس (به لاتین: Krakės) یک منطقهٔ مسکونی در لیتوانی است که در شهرستان کاوناس واقع شده‌است.

## خصوصیات
کراکس ۹۹۱ نفر جمعیت دارد.